# Lešná
Lešná (deutsch Löschna) ist eine Gemeinde in Tschechien. Sie liegt sechs Kilometer nördlich von Valašské Meziříčí und gehört zum Okres Vsetín.

## Geographie
Lešná befindet sich am westlichen Fuße der Mährisch-Schlesischen Beskiden. Das Dorf liegt rechtsseitig des Bečvatales und wird vom Bach Slaná voda durchflossen. Nördlich erheben sich die Rokyty (358 m), im Nordosten die Petřkovická hůrka (608 m) und Buňavka (419 m) sowie östlich die Slaná voda (414 m). Westlich des Dorfes liegen die Teiche Velký choryňský rybník und Malý choryňský rybník. Einen Kilometer südlich verläuft die Europastraße 442/Staatsstraße I/35 zwischen Hranice und Valašské Meziříčí, dahinter die Eisenbahn zwischen Hranice und Vsetín. Die nächste Bahnstation ist Lhotka nad Bečvou.
Nachbarorte sind Palačov und Petřkovice im Norden, Perná und Jasenice im Nordosten, Vysoká im Osten, Čupka, Mštěnovice und Příluky im Südosten, Lešenský Mlýn, Lhotka nad Bečvou und Střítežík im Süden, Choryně, Střítež, Kladeruby und Němetice im Südwesten, Na Valše und Pod Dobravou im Westen sowie Hustopeče nad Bečvou und Poruba im Nordwesten.

## Geschichte
Die erste schriftliche Erwähnung des Dorfes Lesczna erfolgte im Jahre 1355, als Vachno von Perna seiner Frau Hilgunta eine Einkunft auf dem Hof und einer Hube Land verschrieb. Seit 1365 sind verschiedene Vertreter des niederen Adelsgeschlechts von Lešná als Besitzer der Güter überliefert. Im Jahre 1415 wurde der Ort als Lesthna bezeichnet. 1480 erwarb Hanuš von Pržno den Besitz und kaufte noch Lhotka mit einer Mühle und einem Hof sowie Vysoká hinzu. Bereits im darauffolgenden Jahre veräußerte er die Güter an Benedikt Praschma von Bilkov auf Perna. Benedikt Praschma verlegte daraufhin seinen Sitz nach Lešná. Im Jahre 1618 beteiligte sich Benesch Praschma am mährischen Ständeaufstand. Am 6. März 1621 eroberten die Truppen Ferdinands II. Lešná und brannten das Dorf und Gut einschließlich der Kirche und des Pfarrhauses nieder. Benesch Praschma wurde des Landes verwiesen und 1622 durch Kardinal Franz Seraph von Dietrichstein als Wurzel der Rebellion öffentlich angeprangert. Praschma hatte zuvor die Herrschaft Lešná seiner Frau Bohunka und nach deren Tode seiner zweiten Frau Ludmilla überschrieben. Dadurch konnte die Herrschaft nicht konfisziert werden, jedoch musste Ludmilla wegen der Schulden ihres Mannes 1628 die Herrschaft an Martin Půhonč von Přednost verkaufen. Dieser ließ den Hof, die Kirche und das Pfarrhaus wieder aufbauen. Im Jahre 1633 wurde der Ort als Leschno bezeichnet. 1635 war die neue Kirche fertiggestellt. 1641 verkaufte Půhonč die Herrschaft und über die folgenden sieben Jahre wechselten die Besitzer in rascher Folge. 1648 erwarb Franziska Eleonore von Zierotin, geborene Podstatský, Lešná. Im Hufenregister von 1656 sind für Lešná 76 Wirtschaften verzeichnet, davon lagen zehn wüst. Später erbten die Grafen Lažanský den Besitz. Aus dem Jahre 1676 ist der Name des Dorfes als Leschna überliefert. Die erste Schule in Lešná ist 1692 nachweisbar. Im Laufe des 18. Jahrhunderts erfolgten zahlreiche Besitzerwechsel. Im Jahre 770 bestand das Dorf aus 68 Häusern. 1793 kaufte Josef Graf Beess-Chrostin die Herrschaft. Im Jahre 1794 lebten in den 60 Häusern von Lešná 418 Personen. Unter den Grafen Beess-Chrostin, die den Besitz bis zur Mitte des 19. Jahrhunderts hielten, entstand der Schlosspark. Im Jahre 1846 wurde das Dorf als Lesna bezeichnet.
Nach der Aufhebung der Patrimonialherrschaften bildete Lesna/Löschna ab 1850 eine Gemeinde in der Bezirkshauptmannschaft Valašské Meziříčí. Seit 1872 wurde der Ort als Leštná bezeichnet. 1885 wurde die Eisenbahn von Mährisch Weißkirchen nach Wsetin eingeweiht. Neue Besitzer des Schlosses wurden 1887 die Grafen Kinsky. Im Jahre 1890 war das Dorf auf 87 Häuser angewachsen und hatte 517 Einwohner. Ab 1893 lautet der Name der Gemeinde Lešná.  Nach der Aufhebung des Okres Valašské Meziříčí wurde Lešná 1960 dem Okres Vsetín zugeordnet. 1976 wurden Jasenice, Lhotka nad Bečvou, Mštěnovice, Perná, Příluky und Vysoká eingemeindet. Die Gemeinde führt ein Wappen und Banner.

## Gemeindegliederung
Die Gemeinde Lešná besteht aus den Ortsteilen Jasenice (Jassenitz), Lešná (Löschna), Lhotka nad Bečvou (Lhota an der Betschwa), Mštěnovice (Mczenowitz bzw. Rachendorf), Perná (Perna), Příluky (Prziluk bzw. Wiesenried) und Vysoká (Wissoka) sowie den Ansiedlungen Čupka und Lešenský Mlýn.

## Sehenswürdigkeiten

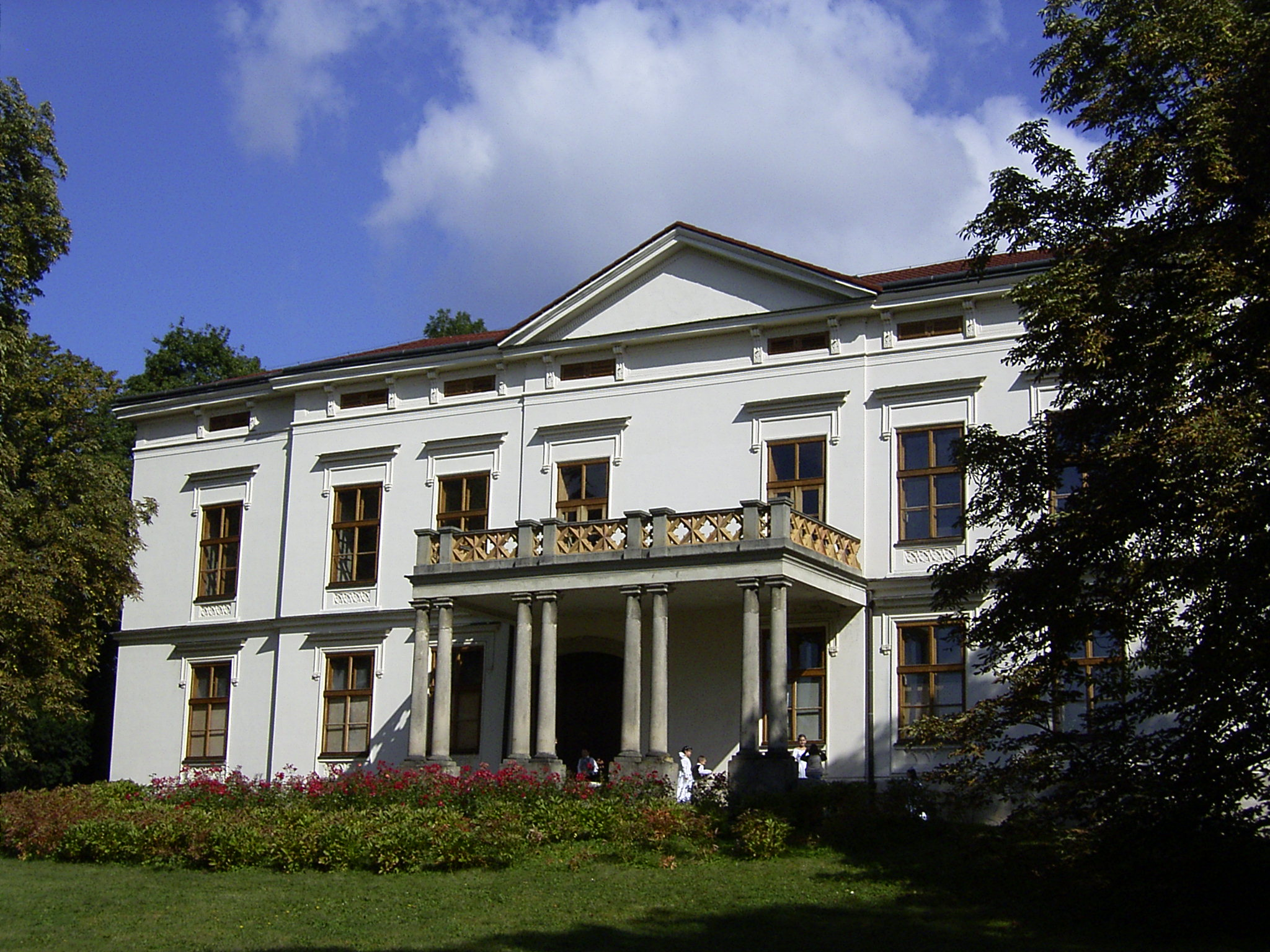
Schloss Lešná

- Schloss Lešná, es entstand in der ersten Hälfte des 17. Jahrhunderts anstelle einer mittelalterlichen Feste. An das Schloss schließt sich nach Westen hin ein englischer Schlosspark mit wertvollem Bestand an. In ihm befindet sich u. a. eine der größten Hagebuchen in Mitteleuropa. Das aus sieben miteinander verwachsenen Stämmen bestehende Exemplar hat einen Stammumfang von 8,25 m.
- Barocke Kirche St. Michael mit Deckenfresken von Josef Sattler, sie wurde 1972 zum Kulturdenkmal erklärt.
- Kapelle Auferstehung des Herrn, erbaut 1827. Die nahe der Kirche gelegene Kapelle wird volkstümlich als Beess-Kapelle bezeichnet, sie ist die letzte Ruhestätte von drei Mitgliedern des Geschlechts Bees-Chrostin
- Heiligkreuz-Kapelle bzw. Kinský-Kapelle, errichtet 1892 bis 1893. Sie befindet sich ebenfalls bei der Kirche. Linksseitig neben der Kapelle liegt ein Familienfriedhof mit den Gräbern von sechs Angehörigen des Geschlechts Kinský. Zuletzt wurde im Jahre 1939 Filip Kinský hier beigesetzt.
- Kreuzweg am früheren Feldweg nach Vysoká, errichtet 1750–1759. Von den ehemals fünf Kapellen wurden drei zwischen 1980 und 1982 abgerissen
- Grotte der Jungfrau Maria von Lourdes am Abzweig von Lešná nach Vysoká, errichtet 1895 durch zwei Einwohner aus Lešná und Vysoká zum Dank für die Genesung ihrer Kinder von schweren Erkrankungen.
- Wegekreuz am Abzweig von Lešná nach Vysoká, errichtet 1801
- Statue des hl. Josef mit dem Jesuskind, am Dorfplatz, geschaffen 1898
- Naturreservat Choryňský mokřad, Feuchtgebiet am Teich Velký choryňský rybník, westlich von Lešná
- Naturreservat Jasenice, abgesoffener Kalksteinbruch südöstlich von Jasenice